# Saint-Aubin-du-Cormier
Saint-Aubin-du-Cormier (bretonsko Sant-Albin-an-Hiliber) je naselje in občina v severozahodnem francoskem departmaju Ille-et-Vilaine regije Bretanje. Leta 2009 je naselje imelo 3.609 prebivalcev.

## Geografija
Naselje leži v pokrajini Bretaniji 29 km severovzhodno od Rennesa.

## Uprava
Saint-Aubin-du-Cormier je sedež istoimenskega kantona, v katerega so poleg njegove vključene še občine La Chapelle-Saint-Aubert, Gosné, Mézières-sur-Couesnon, Saint-Christophe-de-Valains, Saint-Georges-de-Chesné, Saint-Jean-sur-Couesnon, Saint-Marc-sur-Couesnon, Saint-Ouen-des-Alleux in Vendel z 10.874 prebivalci.
Kanton Saint-Aubin-du-Cormier je sestavni del okrožja Fougères-Vitré.

## Zanimivosti
- ruševine gradu Château de Saint-Aubin iz 13. stoletja,
- neoromanska cerkev sv. Albina iz konca 19. in začetka 20. stoletja.